# Norihito, principe Takamado
Norihito, principe Takamado (Tokyo, 29 dicembre 1954 – Tokyo, 21 novembre 2002) era l'ultimogenito di Takahito, principe Mikasa, e di sua moglie Yuriko. Cugino dell'imperatore Akihito, al momento della sua morte era il 7º in linea di successione al trono.

## Educazione
Il principe si è laureato nel dipartimento di scienze giuridiche dell'Università Gakushuin nel 1978. Successivamente ha studiato all'estero dal 1978 al 1981 presso la facoltà di giurisprudenza della Queen's University a Kingston, Ontario, Canada. Dopo il suo ritorno in Giappone, è stato amministratore della Fondazione Giappone dal 1981 al 2002.

## Matrimonio e famiglia
Il principe si fidanzò con Hisako Tottori, che aveva conosciuto a un ricevimento tenuto dall'ambasciata del Canada a Tokyo, figlia maggiore del signor Shigejirō Tottori, il 17 settembre 1984. Si sono sposati il 6 dicembre dello stesso anno. Originariamente conosciuto come principe Norihito di Mikasa, aveva ricevuto il titolo di principe Takamado (Takamado-no-miya) e l'autorizzazione per avviare un nuovo ramo della Famiglia Imperiale il 1º dicembre precedente in occasione della celebrazione del matrimonio. La coppia ebbe tre figlie:
- Principessa Tsuguko (承子女王?, Tsuguko Joō), nata l'8 marzo 1986;
- Noriko (典子女王?, Noriko Joō), nata il 22 luglio 1988;
- Ayako (絢子女王?, Ayako Joō), nata il 15 settembre 1990.

## Servizio pubblico
Il principe Takamado era patrono onorario di varie organizzazioni di beneficenza coinvolte nella sponsorizzazione di scambi internazionali che coinvolgono soprattutto la musica, la danza e lo sport. Egli è stato spesso soprannominato "Il Principe sportivo". Ha sostenuto una serie di concorsi di discorso in lingua straniera. Era coinvolto nelle questioni ambientali e di educazione ambientale. Il principe era membro onorario del A.V. Edo-Rhenania Tokyo, una fraternità studentesca cattolica che è affiliata con il Cartellverband der deutschen Katholischen Studentenverbindungen.
Il principe e la principessa Takamado erano la coppia della famiglia imperiale che ha più ampiamente viaggiato, visitando 35 paesi insieme in 15 anni per rappresentare il Giappone in varie funzioni. Le ultime visite del principe hanno incluso l'Egitto e il Marocco nel maggio 2000, le Hawaii nel luglio 2001 (per promuovere la cerimonia del tè giapponese), la Corea del Sud, da maggio a giugno 2002. Quest'ultimo si è svolto per partecipare alla cerimonia di apertura del Campionato mondiale di calcio 2002 in Corea del Sud e Giappone. La visita del principe e della consorte in Corea è stata la prima visita reale giapponese dalla seconda guerra mondiale, ed è stato un passo importante per la promozione delle relazioni bilaterali amichevoli tra Giappone e Corea. In Corea, la coppia ha fatto una lunga visita del paese, ha incontrato il presidente Kim Dae-jung e cittadini comuni coreani, ha visitato le strutture per i disabili fisici in Corea del Sud che la principessa Masako Nashimoto aveva sponsorizzato.

## Morte
Il 21 novembre 2002, mentre giocava a squash con l'ambasciatore canadese Robert G. Wright, il principe venne stroncato da una fibrillazione ventricolare. Fu rapidamente soccorso e trasportato all'ospedale dell'Università Keio, dove morì per insufficienza cardiaca. La morte improvvisa di uno dei membri più giovani e attivi della famiglia imperiale scosse la nazione.
Le esequie si tennero il 29 novembre presso il cimitero imperiale di Toshimagaoka nel quartiere Bunkyō di Tokyo.
La "Coppa Principe Takamado", un torneo di calcio giovanile, porta il suo nome.

## Cariche onorifiche
- Presidente onorario della Federazione calcistica del Giappone
- Presidente onorario dell'Associazione giapponese di scherma
- Presidente onorario dell'Associazione giapponese di squash
- Presidente onorario della Federazione giapponese di baseball
- Presidente onorario della Fondazione dell'associazione degli studenti giapponesi
- Presidente onorario della Società giapponese per il salvataggio dei poveri
- Vicepresidente Onorario della Federazione giapponese delle orchestre amatoriali